# Coleosoma floridanum
Coleosoma floridanum är en spindelart som beskrevs av Banks 1900. Coleosoma floridanum ingår i släktet Coleosoma och familjen klotspindlar. Inga underarter finns listade i Catalogue of Life.